# Genting Highlands
Genting Highlands ou Resorts World Genting est un complexe touristique situé sur la commune de Bentong (en), dans l'état de Pahang, en Malaisie développé par le Genting Group.

## Activités
- Genting Casino, le seul casino terrestre légal de Malaisie
- Arena of Stars, une salle de concert de 6 000 places
- Genting SkyWorlds, un parc à thème en construction
- Genting Skyway et Awana Skyway, deux téléphériques reliant les différentes parties du complexe
- SkyAvenue, un complexe commercial
- Genting Highlands Premium Outlets, un ensemble de magasins de marque à côté de l'Awana Station

anciennes activités
- Genting Outdoor Theme Park, un parc de loisirs d'extérieur fermé le 1er septembre 2013 et remplacé par 20th Century Fox World
- First World Indoor Theme Park, un parc de loisirs d'intérieur fermé le 1er août 2017 qui comprenait 
  - SnowWorld, des boutiques sur le thème de l'hiver
  - Sky Venture,
  - Genting Bowl, un bowling
  - Funtasy World Video Game Park, une salle d'arcade

## Hôtels
- Genting  Grand Hotel
- Highlands Hotel
- Crockfords Hotel
- Genting SkyWorlds Hotel
- First World Hotel
- Resort Hotel